# Ligne Meitetsu Bisai
La ligne Meitetsu Bisai (名鉄尾西線, Meitetsu Bisai-sen) est une ligne ferroviaire de la compagnie privée Meitetsu située dans la préfecture d'Aichi au Japon. Elle relie la gare de Yatomi à Yatomi à la gare de Tamanoi à Ichinomiya.

## Histoire
La ligne est ouverte en 1898 par la compagnie Bisai Railway.

## Caractéristiques

### Ligne
- écartement des voies : 1 067 mm
- nombre de voies : 
  - double voie entre Saya et Morikami
  - voie unique entre Yatomi et Saya, et entre Morikami et Tamanoi
- électrification : 1 500 V cc par caténaire

### Liste des gares

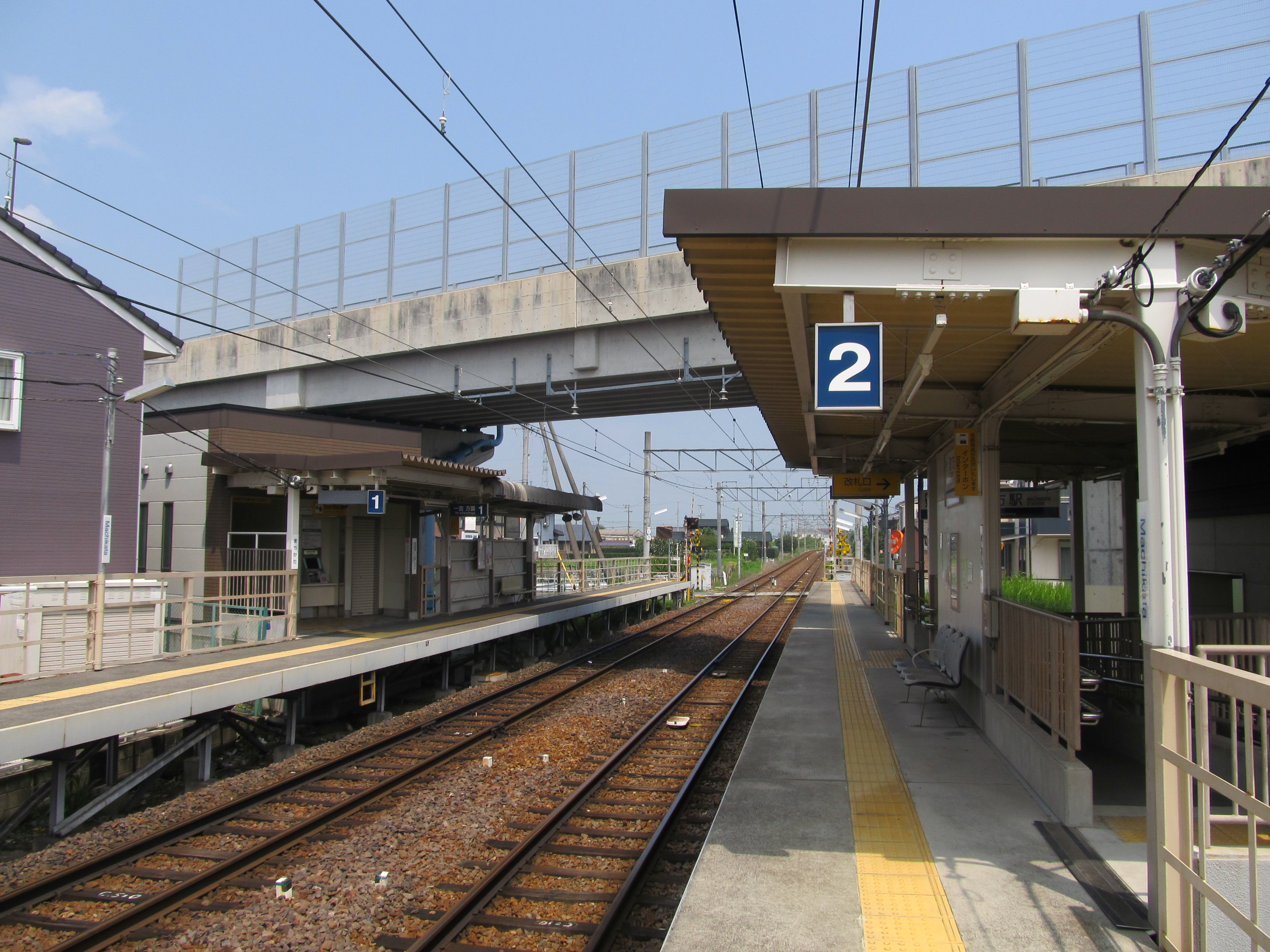
La ligne à Machikata.

La ligne comporte 22 gares.
| Numéro | Gare                | Nom japonais | Distance (km) | Correspondances                                             | Localisation |
| ------ | ------------------- | ------------ | ------------- | ----------------------------------------------------------- | ------------ |
|        | Yatomi              | 弥富         | 0             | JR Central : Kansai Kintetsu : Nagoya (à Kintetsu-Yatomi)   | Yatomi       |
|        | Gonosan             | 五ノ三       | 2,5           |                                                             | Yatomi       |
|        | Saya                | 佐屋         | 4,6           |                                                             | Aisai        |
|        | Hibino              | 日比野       | 6,6           |                                                             | Aisai        |
|        | Tsushima            | 津島         | 8,2           | Meitetsu : Tsushima (interconnexion)                        | Tsushima     |
|        | Machikata           | 町方         | 9,6           |                                                             | Aisai        |
|        | Rokuwa              | 六輪         | 11,1          |                                                             | Inazawa      |
|        | Fuchidaka           | 渕高         | 12,4          |                                                             | Aisai        |
|        | Marubuchi           | 丸渕         | 13,4          |                                                             | Inazawa      |
|        | Kami-Marubuchi      | 上丸渕       | 14,7          |                                                             | Inazawa      |
|        | Morikami            | 森上         | 16,2          |                                                             | Inazawa      |
|        | Yamazaki            | 山崎         | 17,3          |                                                             | Inazawa      |
|        | Tamano              | 玉野         | 18,7          |                                                             | Ichinomiya   |
|        | Hagiwara            | 萩原         | 20,2          |                                                             | Ichinomiya   |
|        | Futago (ja)         | 二子         | 21,3          |                                                             | Ichinomiya   |
|        | Kariyasuka          | 苅安賀       | 22,5          |                                                             | Ichinomiya   |
|        | Kannonji            | 観音寺       | 23,2          |                                                             | Ichinomiya   |
|        | Meitetsu Ichinomiya | 名鉄一宮     | 25,3          | Meitetsu : Nagoya JR Central : Tōkaidō (à Owari-Ichinomiya) | Ichinomiya   |
|        | Nishi-Ichinomiya    | 西一宮       | 26,0          |                                                             | Ichinomiya   |
|        | Kaimei              | 開明         | 28,1          |                                                             | Ichinomiya   |
|        | Okuchō              | 奥町         | 29,4          |                                                             | Ichinomiya   |
|        | Tamanoi             | 玉ノ井       | 30,9          |                                                             | Ichinomiya   |